# Kazahsztán földrajza

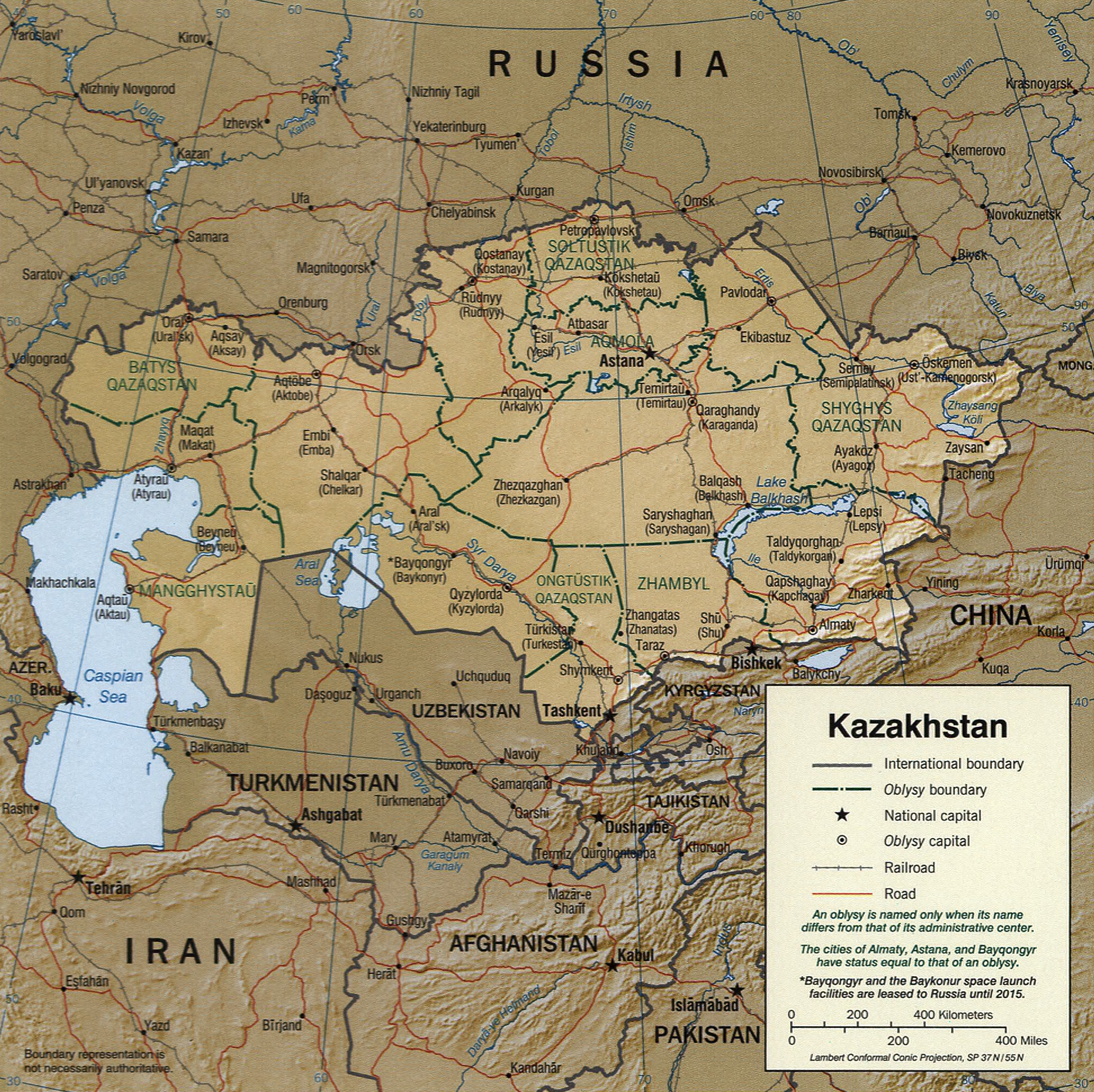
Kazahsztán térképe

Kazahsztán Eurázsia közepén, Kelet-Európa és Közép-Ázsia határán terül el. Területe 2 724 900 km², amivel a világ kilencedik legnagyobb országa.
Északi határvonala a Kaszpi-tenger partjától indul; a Volga-menti sztyeppek és az Urál-hegység déli vonulatának érintésével kifut a Nyugat-szibériai síkságra, egészen az Altáj-hegységig. Innen délkeletre fordulva a Tarbagataj-hegységen és Dzsungárián át végighalad a Tien-sanon és a Turáni-alföldön, vissza a Kaszpi-tengerig.

## Elhelyezkedés
Kazahsztán Kelet-Európa délkeleti és Közép-Ázsia nyugati részén terül el. Területe 2 724 900 km², amelyből 2 669 700 km² szárazföld és 55 200 km² vízfelület (főleg az Aral-tó).
Határainak teljes hossza 12 185 km. Délkeleten a Kínai Népköztársasággal (1 533 km-nyi határszakasz), délen Kirgizisztánnal (1 224 km) és Üzbegisztánnal (1 368 km), délnyugaton Türkmenisztánnal (379 km), északon pedig Oroszországgal (6 846 km) határos. Határaiból 1 894 km a Kaszpi-tenger, 1 070 km pedig az Aral-tó partvonalára esik (utóbbi régi adat).    
Az ország legmagasabb pontja a 6 995 méter magas Han Tengri, amely a kazah-kínai-kirgiz hármashatáron fekszik. A legalacsonyabb pont, a Karagije karsztárok 132 méterrel fekszik a tenger szintje alatt.   
Területének 8,82%-a van mezőgazdasági művelés alatt és 0,76% (20 660 km²) öntözött.

## Domborzat
A nagy területű ország változatos domborzattal rendelkezik. Területének 58%-át sivatagok és félsivatagok teszik ki, 10% pedig hegyvidék. Északi részét a szteppek és erdős sztyeppek dominálják. 
Nyugaton, a Kaszpi-tenger északi fele körül a Kaszpi-medence helyezkedik el. Délnyugaton a Mangislak (Mangisztau)-félsziget nyúlik bele a Kaszpi-tengerbe, mely kelet felé az Usztyurt-fennsíkkal határos. A Kaszpi-medencétől északkeletre fekszik a Déli-Urálhoz tartozó Mugodzsar-hegység, még keletebbre pedig a Turgaj-fennsík. Az Aral-tó körül helyezkedik el a Kizil-kum sivatag és a Nagy- és Kis-Barszuk, valamint Arali Karakum homokpuszták. 
Az ország középső részén található a Szariarka, tőle délre pedig a Betpak-Dala sivatag. Utóbbitól délre a Mojinkum, keletre a Balhas-medence fekszik. Kazahsztán délkeleti része az Altajhoz és a Tien-sanhoz tartozó hegyvidék.
Kazahsztán északnyugati része a Kelet-európai-síksághoz, az északi pedig a Nyugat-szibériai-síksághoz tartozik.

## Vízrajz

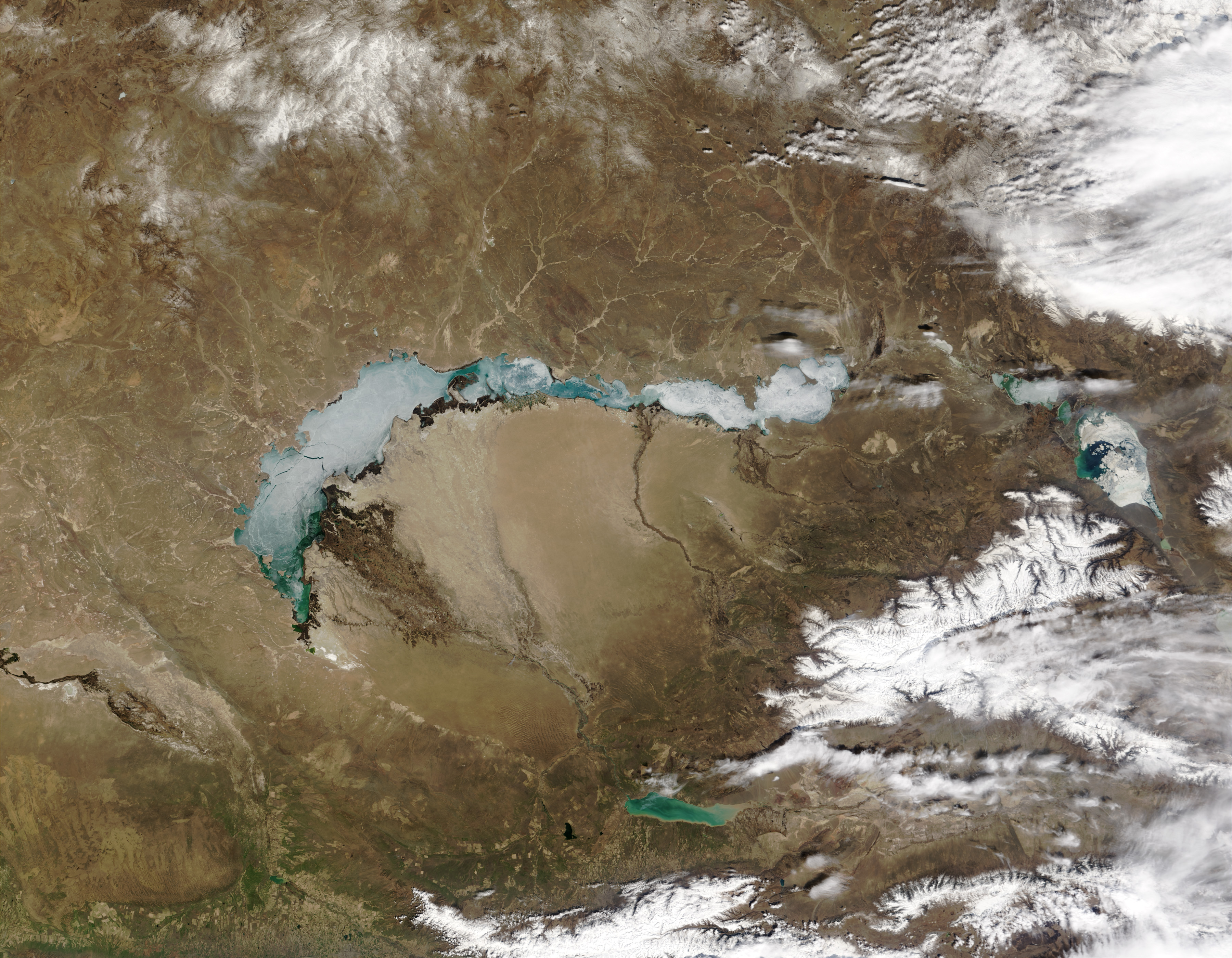
A Balhas-tó műholdképe

Kazahsztánnak 85 022 folyója van, melyek közül 84 694 hossza nem éri el a 100 km-t, 305 100-500 km hosszú, 23 pedig nagyobb mint 500 km. A legnagyobb folyó a Szir-darja. A vízfolyások legsűrűbben (0,4—1,8 km/km²) az Altaj magashegyi régióiban találhatók, míg az Aral-tó és Kaszpi-tenger közötti sivatagokban átlagsűrűségük nem éri el a 0,03 km/km²-t. A folyók többsége a Kaszpi-tenger és az Aral-, Balhas- és Tengiz-tavak belső lefolyású medencéihez tartozik, csak az Irtis, az Isim és a Tobol viszi vizét a Kara-tengerbe. Kazahsztán területét nyolc vízgyűjtőre osztják: az aral-szirdarjai, balhas-alakoli, irtisi, urál-kaszpi, isimi, nura-szariszuszi, su-talasszi és tobol-turgaji vízgyűjtő medencékre. 
Az országban összesen 48 262 tó található, de ezekből 45 248-nak felszíne nem éri el az 1 km²-t. A 100 km²-t meghaladó tavak száma 21, közülük legnagyobbak a Kaszpi-tenger, az Aral- és a Balhas-tó. A tavak elhelyezkedése egyenlőtlen, Észak-Kazahsztánban fekszik a tavak 45%-a, középső és déli régióban 36%-uk, a többi országrészre 19% jut.

## Éghajlat

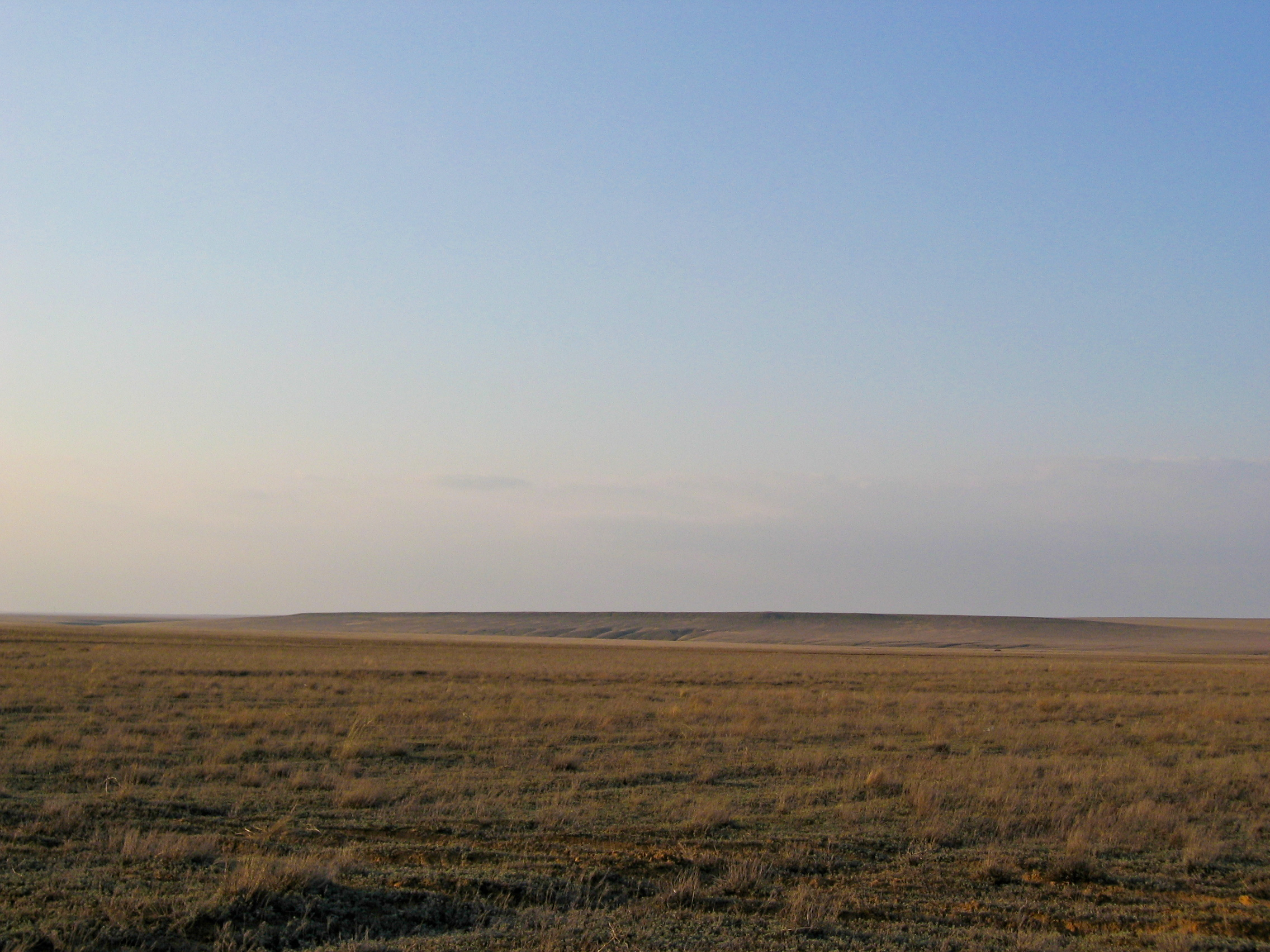
Kazah sztyepp

Az ország minden irányból messze van az óceánoktól és nyitott a nyugati és északi széljárás számára. Emiatt a kazah klímát határozott kontinentalitás és a csapadék egyenlőtlen eloszlása jellemzi. 
A kazah tél északon hideg és hosszú, délen mérsékelten enyhe. Északon a januári középhőmérséklet −18°C, ami délen egészen −3°C-ig enyhül. A nyarak szárazak, északon melegek és dél felé haladva forróvá válnak. Az éves csapadékmennyiség északon 300-600 mm körül van, míg délen alig éri el a 100-200 mm-t, viszont a délkeleti hegyekben helyenként akár 1500 mm is lehet. A csapadék többsége tavasszal és kora nyáron hullik.  
Szinte az egész ország területére jellemzőek az erős szelek, amelyek helyenként meghaladják a 140 km/ó sebességet. 

## Élővilág
Kazahsztánban több mint hatezer növényfaj terem, közülük 515 csak ebben az országban honos. A növényfajok közül 68 fa, 266 bokor, 433 cserje, 2598 évelő fűnemű, 849 pedig egynyári fűnemű. Az erdők az ország területének 1,2%-át (a sivatagi szakszaulerdők és bozótosok beleszámításával 4,2%-át) teszik ki. 
Az állatokat kb. 590 madár-, 178 emlős-, 49 hüllő-, 12 kétéltű-, 107 hal- és legalább 30 ezer rovarfaj képviseli. 

## Környezeti problémák

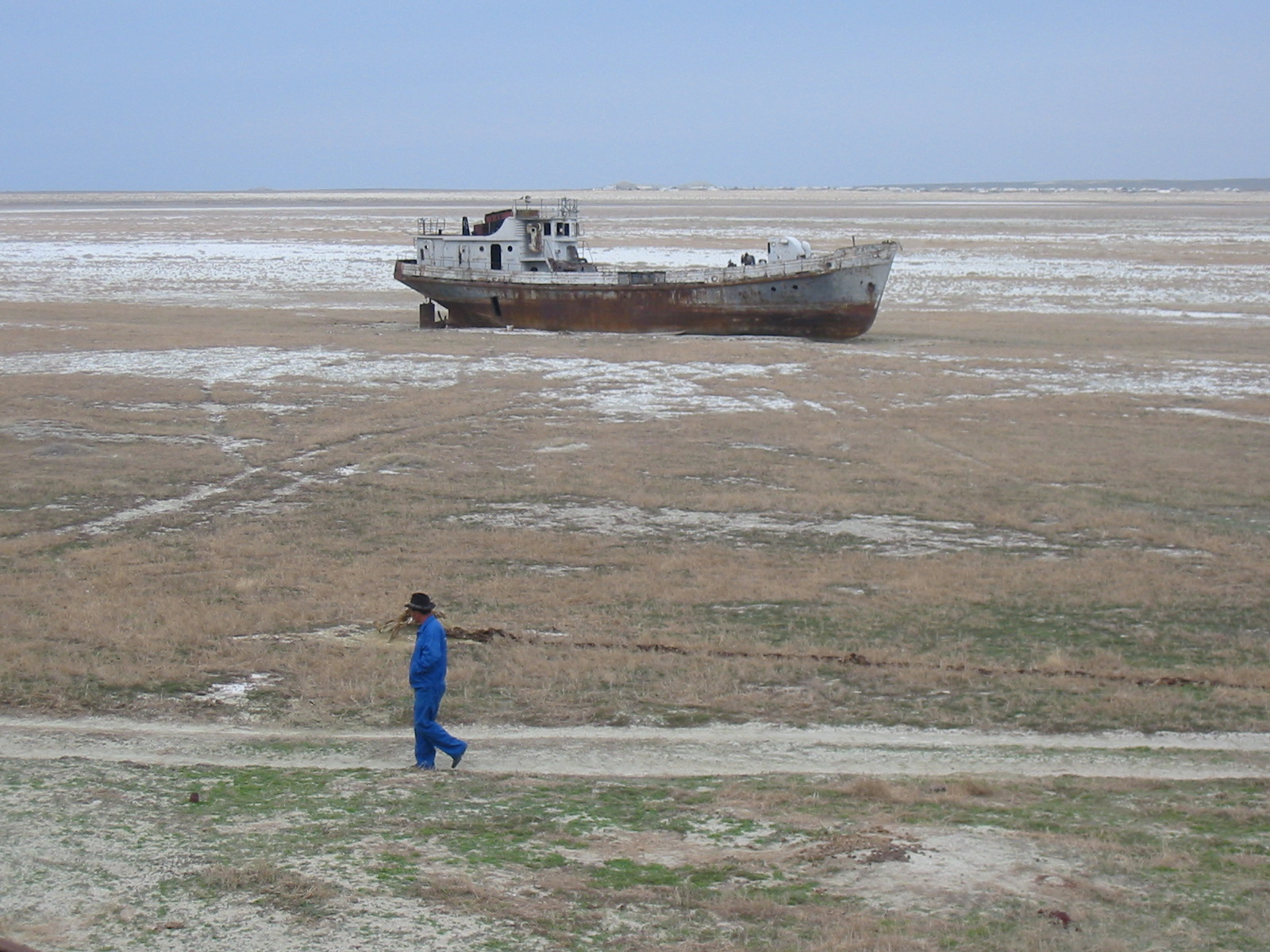
A kiszáradt Aral-tó

Kazahsztán a szovjet időszakbeli erőltetett iparosítás és intenzív mezőgazdaság környezetszennyezési következményeivel küzd.  
A természetes vizek sokhelyütt ipari hulladékkal, növényvédőszerekkel és műtrágyákkal, sőt egyes helyeken radioaktív hulladékkal szennyezettek. Az átgondolatlan döntések leglátványosabb képviselője az Aral-tó, amelynek vízszintje az őt tápláló Szir-darja és Amu-darja folyókból való öntözővíz-kivétel miatt az 1970-es évek óta drasztikusan lecsökkent. A szovjet időszakban Kazahsztán Tadzsikisztántól és Kirgizisztántól kapott vizet olajért és földgázért cserébe, de a Szovjetunió összeomlása után ez a rendszer megszűnt. Az Aral-tó maradék vize a párolgás miatt egyre sósabb, ami elpusztította a halállományt és vele együtt az egykor virágzó halászati ipart. A vízfelület eltűnése a régió átlaghőmérsékletét is megnövelte, amely tovább súlyosbította a mezőgazdaság helyzetét. Az átgondolatlan öntözés az amúgy is túlvegyszerezett talaj szikesedését okozta és fokozódott a szélerózió. Az öntözött szikes talajt a szél a környező mezőgazdasági területekre is elviszi, rontva azok termőképességét. Az Aral-tó környékén a mezőgazdasági vegyszerek a lakosság egészségét is hátrányosan befolyásolják, a gyermekhalandóság az országos 2,7% helyett ebben a régióban megközelítette a 10%-ot (1991).
Ezzel szemben a Kaszpi-tenger vize 1978-1995 között folyamatosan emelkedett. A tenger északi részén a víz az Atiraui terület 10 ezer km²-ét öntötte el. 
Az ország északi és középső sztyeppezónájában gondot jelent a talaj sztyeppék felszántása miatti széleróziója. Az 50-es, 60-as években a Szűzföld-program során hatalmas területeket vettek művelés alá, hogy ott búzát termesszenek. Egyes becslések szerint az 1990-es évek közepére a valamikori legelők 60%-át az elsivatagosodás veszélyeztette. 
Északkeleten, Szemej (régebben Szemipalatyinszk) régióban a radioaktív sugárzás jelent veszélyt. A Szovjetunió idején itt tesztelték a nukleáris fegyvereket és közel 500 atombombát robbantottak fel, ebből 116-ot a földfelszínen és néha a helyi lakosság kitelepítése vagy figyelmeztetése nélkül. 

## Fordítás
- Ez a szócikk részben vagy egészben  a   Geography of Kazakhstan című angol Wikipédia-szócikk ezen változatának fordításán alapul.  Az eredeti cikk szerkesztőit annak laptörténete sorolja fel. Ez a jelzés csupán a megfogalmazás eredetét és a szerzői jogokat jelzi, nem szolgál a cikkben szereplő információk forrásmegjelöléseként.
- Ez a szócikk részben vagy egészben  a(z)   География Казахстана című orosz Wikipédia-szócikk ezen változatának fordításán alapul.  Az eredeti cikk szerkesztőit annak laptörténete sorolja fel. Ez a jelzés csupán a megfogalmazás eredetét és a szerzői jogokat jelzi, nem szolgál a cikkben szereplő információk forrásmegjelöléseként.